# OTI 1995
Il ventiquattresimo Festival della canzone iberoamericana si tenne a San Bernardino, in Paraguay il 11 novembre 1995 e fu vinto da Marcos Llunas che rappresentava la Spagna.

## Classifica
| Paese                                                         | Artista                       | Canzone                                   | Posizione |
| Spagna                                                        | Marcos Llunas                 | Eres mi debilidad                         | 1         |
| Cile                                                          | Alberto Plaza                 | Canción contra la miseria                 | 2         |
| Cuba                                                          | Cristina Rebull               | Hoy que no estás                          | 3         |
| Perù                                                          | Julio Andrade                 | Brillo en la piel                         |           |
| Colombia                                                      | César Mora                    | Sólo por hoy                              |           |
| Bolivia                                                       | Denisse Rivera                | Adiós a mi tierra                         |           |
| Uruguay                                                       | Pájaro Canzani                | Un mundo mejor                            |           |
| Portogallo                                                    | Pedro Migueis                 | Ven la bem                                |           |
| Venezuela                                                     | Rogelio Ortiz                 | El viaje                                  |           |
| Rep. Dominicana                                               | Manuel Jiménez                | Un solar en la luna                       |           |
| Stati Uniti                                                   | Silvia Bezi                   | Secreto de amor autor L/M Jose Villarreal |           |
| Honduras                                                      | Carlos Brizzio                | La casa de Pablo                          |           |
| Argentina                                                     | Inés Rinaldi y Fernando Porta | Si se pierden las canciones               |           |
| Messico                                                       | Sayeg                         | Cantos distintos                          |           |
| Ecuador                                                       | Tierrabuena                   | Mira                                      |           |
| Brasile                                                       | Beto Surián                   | Onde está voçé?                           |           |
| Canada                                                        | Mariela Torres                | Quiéreme                                  |           |
| Porto Rico                                                    | Carlos Alberto Fortuño        | Latinoamericano                           |           |
| Panama                                                        | Tony Cheng                    | Has hecho trampa                          |           |
| El Salvador                                                   | Matices                       | Ven aquí conmigo                          |           |
| Nicaragua                                                     | Marta Baltodano               | Esa mirada                                |           |
| Guatemala                                                     | Mario Mejía                   | Siéntelo                                  |           |
| Costa Rica                                                    | Rafael Dubón                  | El buen Felipe                            |           |
| Paraguay                                                      | Rolando Percy                 | Por siempre América                       |           |
| Luogo: Teatro José Asunción Flores - San Bernardino, Paraguay |                               |                                           |           |